# Vlčí doupě (YouTube kanál)
Vlčí doupě je název YouTube kanálu pro děti, který provozuje římskokatolický kněz P. Roman Vlk z farnosti Laškov. Kanál vznikl v březnu 2020 během pandemie covidu-19, kdy P. Vlk hledal způsob, jak se spojit s dětmi.
Každý týden přináší krátké video na téma Kázání (nejen) pro děti nebo Už vím, občas i jiné (například soutěžní) téma.
Projekt má příznivý ohlas mezi věřícími, dětmi i rodiči.
Společenství sledovatelů vytvořilo například modlitební síť – 40 dní modliteb před parlamentními volbami.
Na konci ledna 2024 měl kanál necelých 2,65 tis. odběratelů.
Součástí stránek je i e-shop s reklamními předměty a možností podpořit kanál.